# Télio

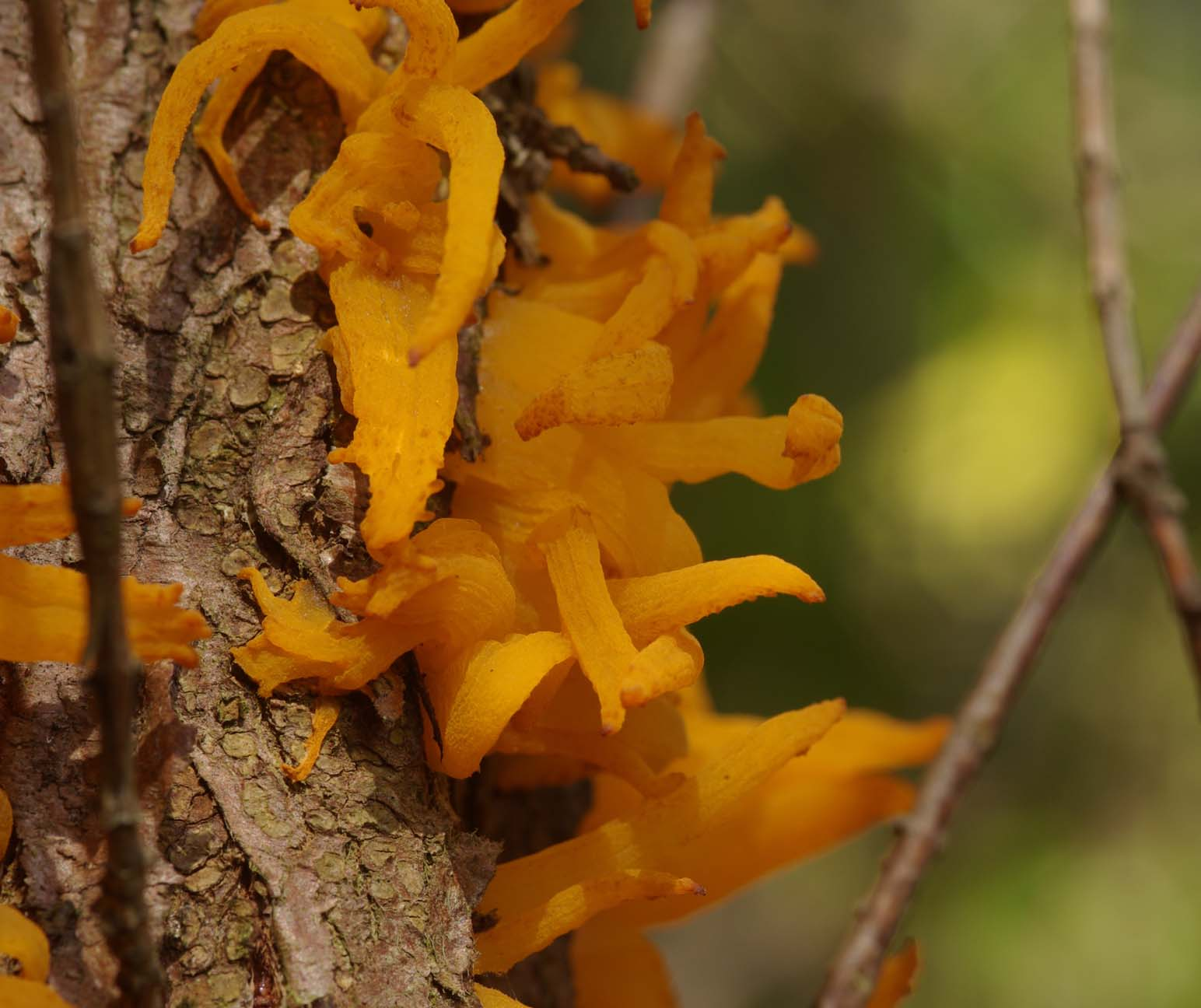
Close-up dos telios de Gymnosporangium clavariiforme emergindo da casca de Juniperus communis

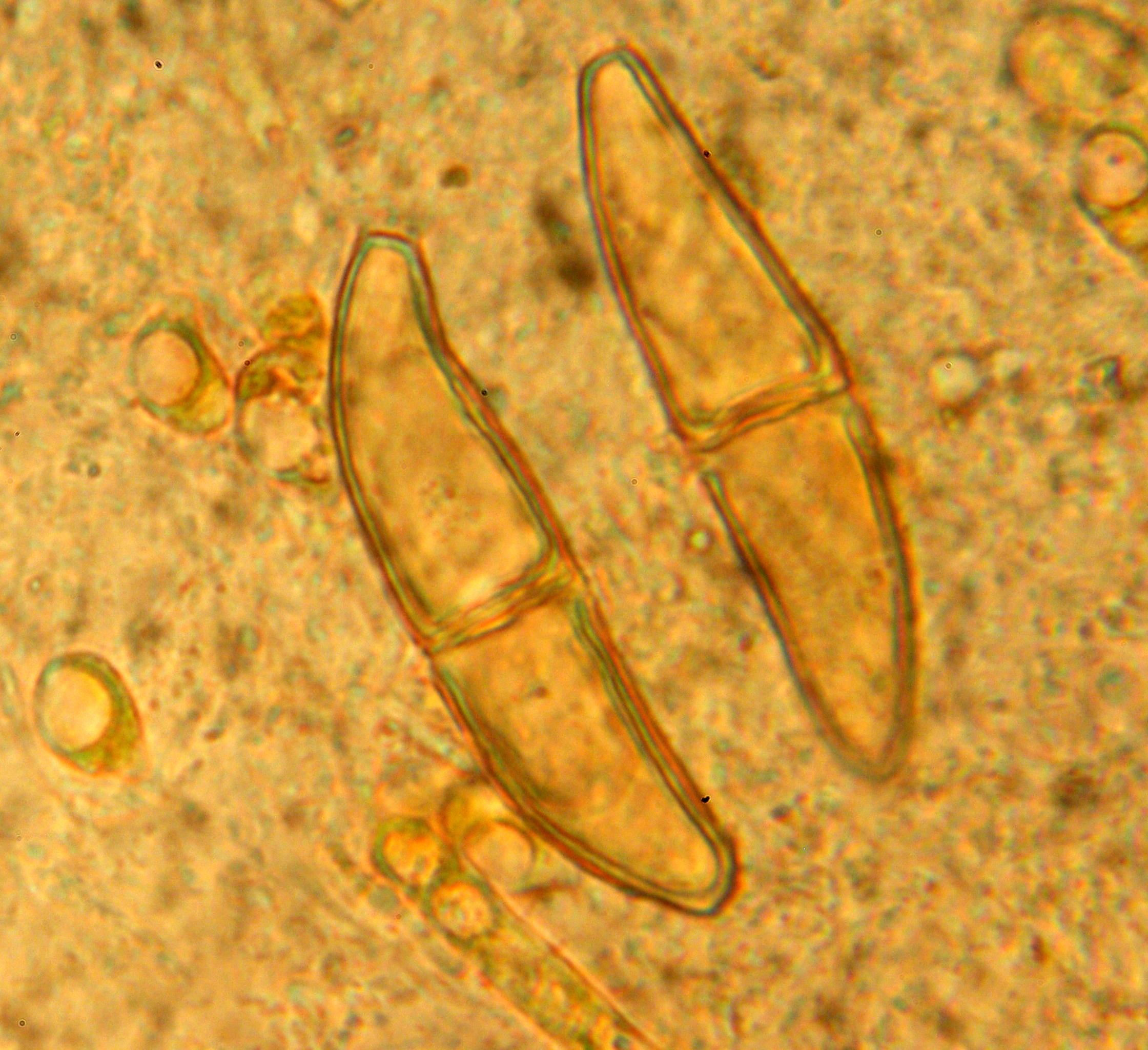
Micrografia de dois teliósporos dos télios de Gymnosporangium clavariiforme

Télios são estruturas produzidas por fungos da ferrugem como parte do ciclo reprodutivo. Eles são tipicamente amarelos ou alaranjados e são exclusivamente um mecanismo para a liberação de teliósporos que são liberados pelo vento ou pela água para infectar o hospedeiro alternativo no ciclo de vida da ferrugem. O estágio telial fornece uma estratégia de hibernação no ciclo de vida de um fungo heteróico parasita pela produção de teliósporos; isso ocorre em árvores de cedro. Um estágio aecial primário é gasto parasitando uma planta hospedeira separada que é um precursor no ciclo de vida de fungos heteroicos. Os teliósporos são liberados do telia na primavera. Os esporos podem se espalhar por muitos quilômetros pelo ar, porém a maioria está espalhada perto da planta hospedeira.

## Plantas hospedeiras
Existem várias plantas que podem ser infectadas pelo estágio telial. Portanto, o estágio telial é considerado um patógeno para essas plantas. Algumas espécies fitopatogênicas específicas estão listadas aqui com seus hospedeiros
1. Puccinia graminis ou conhecida comumente como ferrugem do caule preto. Ele infecta muitas culturas de cereais diferentes.
2. Gymnosporangium juniperi-virginianae. Ele infecta o cedro vermelho oriental.[3] Isto é mostrado à direita.
3. Gymnosporangium sabinae. Ele infecta pereiras.

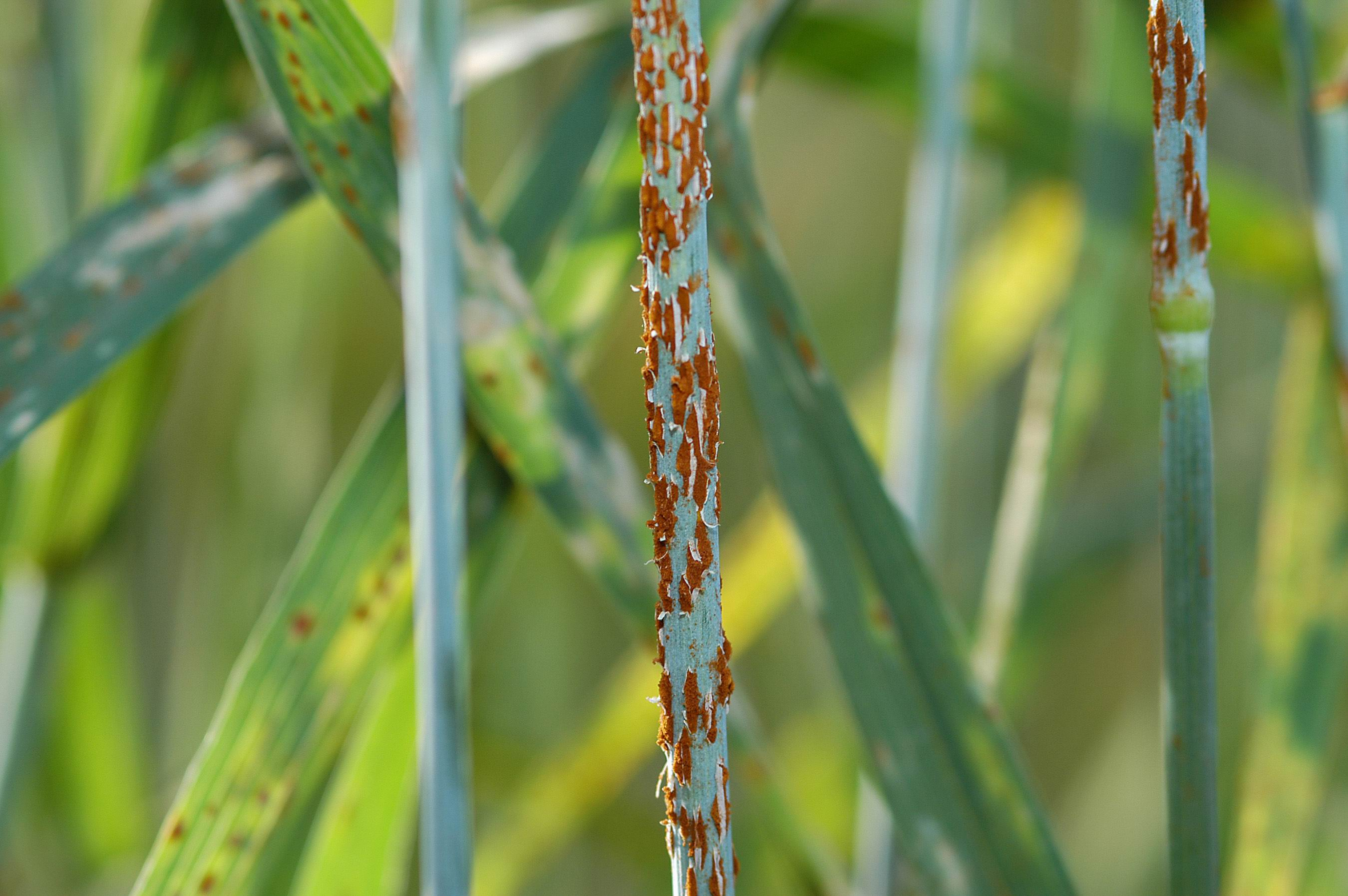
Puccinia graminis em trigo.
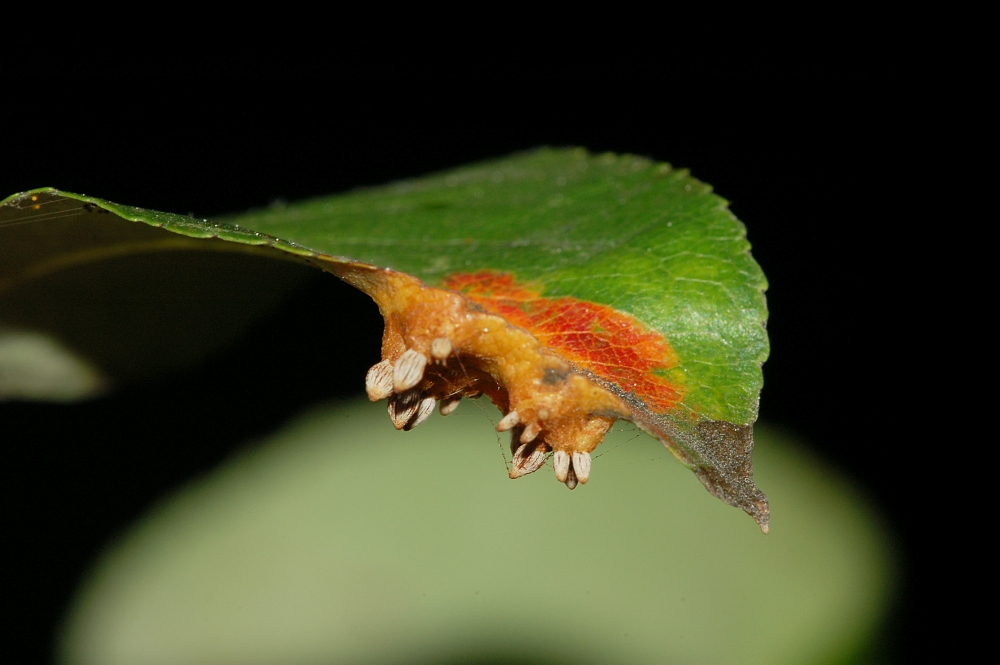
Gymnosporangium sabinae em folha de pereira.

## Estágios de esporos
O ciclo de vida dos fungos da ferrugem pode ter até cinco estágios diferentes de esporos e pode se tornar bastante complexo. Essas etapas são:
- Estágio 0: Picniósporos
- Estágio I: Eciósporos
- Estágio II: Urediniósporos
- Estágio III: Teliósporos
- Estágio IV: Basidiósporos

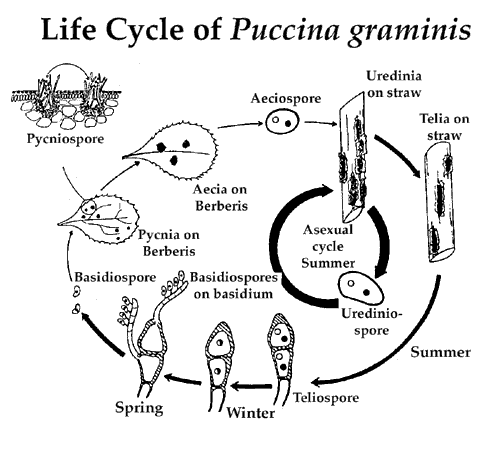
Ciclo de vida de Puccina graminis